# Шумм, Уолтер
Уолтер Р. Шумм (англ. Walter R. Schumm; род. 9 января 1951) — американский учёный, профессор кафедры семейных исследований и социальных служб университета штата Канзас. Главный редактор журнала «Marriage and Family Review» (с англ. — «Обзор брака и семьи») в 2010—2018 годах.

## Биография
В 1972 году получил степень бакалавра в области физики в колледже Вильгельма и Марии, в 1976 году получил степень магистра в области развития семьи и ребёнка в Канзасском государственном университете, а в 1979 году — степень доктора философии в области семейных исследований в университете Пердью.
В 1972—2002 годах Шумм служил полковником в резерве армии США и армии Национальной гвардии. В 1979 году начал работать в университете штата Канзас.

## Исследования
Шумм известен своими исследованиями предполагаемых неблагоприятных последствий ЛГБТ-воспитания. В 2008 году штат Флорида запросил у него экспертные показания в поддержку запрета на однополые браки, когда тот был оспорен в суде.
В ноябре 2012 года он написал комментарий в защиту исследования Марка Регнеруса под названием «Новое исследование структуры семьи» (англ. New Family Structures Study, «NFSS»), опубликованного в том же году и утверждавшего, что дети однополых родителей[что?] с меньшей вероятностью преуспеют в дальнейшей жизни. В публикации в журнале Social Science Research Шумм утверждал, что «методологические решения, которые [Марк Регнерус] применил при подготовке и проведении „Нового исследования структуры семьи“, не были редкостью среди социологов, включая многих прогрессивных учёных, являвшихся геями и лесбиянками». Шумм был раскритикован за то, что был платным консультантом NFSS на ранних этапах исследования (первые 6—7 дней). Он имел конфликт интересов и не раскрыл его в своей публикации в защиту Регнеруса.

## Личная жизнь
Шумм женат и имеет семерых детей. Среди его детей Джонатан Шумм, бывший член городского совета Топеки, Канзас, который ушел в отставку в апреле 2016 года.